# آرویداس یوزایتیس
آرویداس یوزایتیس (لیتوانیایی: Arvydas Juozaitis؛ زادهٔ ۱۸ آوریل ۱۹۵۶) نویسنده، فیلسوف، سیاستمدار و شناگر سابق اهل لیتوانی است.